# Aedia adepta
Aedia adepta là một loài bướm đêm trong họ Erebidae.